# Carl Vereecke
Carl Jozef François Vereecke (Kortrijk, 24 december 1962) is een Belgische politicus voor Open Vld. Hij was van 2001 tot 2012 burgemeester van Kuurne en van 2012 tot 2018 gedeputeerde voor de Provincie West-Vlaanderen bevoegd voor Financiën, ICT, Onderwijs, Personeel, Sport en de behandeling van Bouwberoepen. Sinds 2019 is hij algemeen directeur van de gemeente Oostrozebeke.

## Biografie

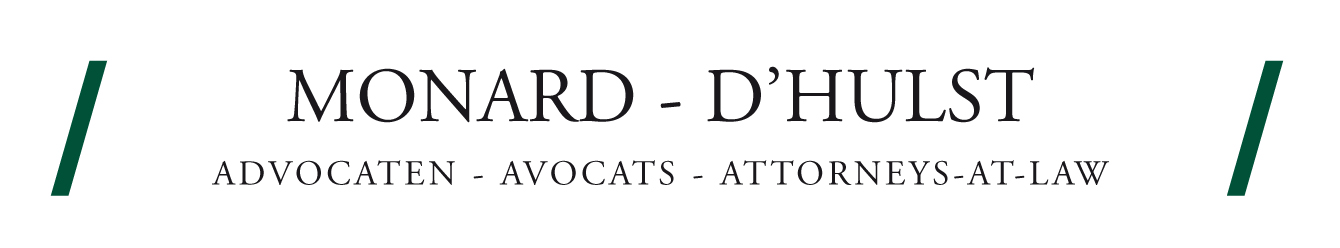
Logo van het advocatenkantoor Monard-D'Hulst

Vereecke studeerde van 1980 tot 1985 aan de KU Leuven en haalde er een licentiaat in de Rechten. Daarna haalde hij aan de Rijksuniversiteit Gent een licentiaat Criminologie. Op het eind van de jaren 80 behaalde hij nog een bijkomend diploma als gegradueerde belastingsconsulent via het Vormingsinstituut in Roeselare. Na een paar jaar stage als advocaat, is hij sinds 1990 stichtend vennoot van advocatenkantoor Monard-D'Hulst in Kortrijk. Hij is lid van de Balie van Kortrijk.
Hij werd politiek actief bij de CVP-jongeren in 1982. In 1987 maakte hij de overstap naar de liberale PVV. In 1989 werd hij in Kuurne voorzitter van de lokale PVV-afdeling. In 1995 werd hij eerste schepen. In 2001 werd hij burgemeester van Kuurne. Hij combineerde zijn burgemeestersambt met een zetel in de provincieraad, waar hij ook fractieleider was voor Open Vld, en als kabinetsmedewerker bij federaal minister Vincent Van Quickenborne.
Bij de gemeenteraadsverkiezingen in 2012 werd zijn Lijst van de Burgemeester de grootste partij van de gemeente, maar hij besloot om zijn mandaat niet te verlengen en gedeputeerde te worden in de West-Vlaamse provincieraad. Hij kreeg daar de bevoegdheden Algemene Financiering, Personeel, Informatica, Sport, de stedenbouwkundige beroepen omtrent bouw- en verkavelingsvergunningen en Provinciaal onderwijs.
Bij de verkiezingen van 2018 was hij geen kandidaat meer voor de provincieraad maar werd wel verkozen in de gemeenteraad van Kuurne. Hij stapte uit de politiek toen zijn partij er in de oppositie bleef. Hij is sinds 2019 algemeen directeur van Oostrozebeke.
Hij is actief in verschillende verenigingen. Zo was hij enkele jaren ondervoorzitter van de hippodroom van Kuurne en enkele maanden voorzitter ad interim van de Belgische Vereniging van Paardenwedrennen.